# Todbjerg Tårnet
Todbjerg Tårnet er et observationstårn beliggende på den 103 m høje Møllebakke udenfor landsbyen Todbjerg nord for Aarhus.
Fra tårnets top er der vid udsigt til alle sider: Blandt andet til Helgenæs, Mols Bjerge, Aarhus Bugten og i godt vejr helt til Samsø. Der er også et fint kig ud over landsbyen Todbjerg, hvor især den hvidkalkede kirke, Todbjerg Kirke, falder i øjnene.
Tårnet er åbent hele året rundt, og der er adgang fra vejene Lille Todbjerg og Præstemarken.

## Tårnets historie
Tårnet er fra 1927, men oprindeligt var det Todbjerg Mølle, som lå på bakken. Den blev ramt af lynet og brændte ned den 15. juni 1918. Møllen blev afløst af en varde, som er et landmærke bygget af træpæle. Det var ejeren af den lokale herregård Skårupgård (Todbjerg Sogn) der lod varden opføre i 1918. Varden var høj og kunne ses fra Aarhus Bugten. Ejeren af Skårupgård kom ofte sejlende med båden fra København og kunne i klart vejr se varden på Møllebakken, ikke ret langt fra sit hjem. Varden var ikke særlig stabil og styrtede sammen under en storm i august 1926. Egnens beboere var imidlertid blevet så glade for vartegnet på toppen af bakken, at det nuværende tårn blev bygget for penge indsamlet i Todbjerg Sogn. Et tårnlaug har siden passet på tårnet og sørget for den nødvendige vedligeholdelse af bygningsværket. Hvert år den 5. juni arrangeres grundlovsfest ved tårnet med taler, hornblæser, korsang og boder.
Hvert år til Grundlovsdag (5. juni) og Valdemarsdag (15. juni) flages der med Dannebrog fra toppen af tårnet.
Inde i tårnet kan man læse mere om tårnet og dets historie.

## Galleri
- Mindetavle for møllen
- Varden
- Mindetavle for varden